# Bülent Kalecikli
Bülent Kalecikli (* 26. September 1989 in Ankara) ist ein türkischer Fußballspieler.

## Karriere

### Verein
Kalecikli kam in Altındağ, einem  Stadtteil der Hauptstadt Ankara, auf die Welt. Hier begann er 1999 in der Jugend von Ankara Yeni Yolspor mit dem Vereinsfußball und wechselte 2006 mit einem Profivertrag ausgestattet in den Jugendabteilung von Ankaraspor. Hier spielte er Spielzeiten lang ausschließlich für die Reservemannschaft. Um ihm die Möglichkeit zu geben Erfahrung in einer Profiliga zu sammeln, wurde er im Sommer 2008 an den Drittverein Ankaraspors, an den Viertligisten Keçiörengücü. Nach einer Saison bei diesem Verein, in dem er zu 23 Ligaspielen kam, kehrte er zu Ankaraspor zurück und wurde anschließend an den Zweitverein Ankaraspors, an den Drittligisten Bugsaş Spor.
Im Sommer 2010 wechselte dann Kalecikli endgültig zu Bugsaş Spor. Hier wurde er vom damaligen Trainerstab aus die Liste der Spieler gesetzt, die ausgeliehen werden sollten. So verbrachte Kalecikli die Saison 2010/11 wieder bei Keçiörengücü und die Rückrunde der Saison 2011/12 bei Tokatspor.
Zur Saison 2012/13 wechselte Kalecikli dann zum Drittligisten Fethiyespor. Hier erreichte er mit der Mannschaft den Playoffsieg der TFF 2. Lig und damit den Aufstieg in die TFF 1. Lig. Nach diesem Erfolg verließ Kalecikli Fethiyespor.

### Nationalmannschaft
Kalecikli wurde in den Jahren 2007 und 2008 mehrmals für die türkische U-19-Nationalmannschaft nominiert und kam in insgesamt vier Spielen zum Einsatz. 

## Erfolge
Mit Fethiyespor
- Playoffsieger der TFF 2. Lig: 2012/13
- Aufstieg in die TFF 1. Lig: 2012/13